# Cynthia Nixon
Cynthia Ellen Nixon (sinh ngày 9 tháng 4 năm 1966) là một nữ diễn viên, nhà hoạt động và chính trị gia người Mỹ.
Cynthia Nixon nổi tiếng với vai diễn Miranda Hobbes trong bộ phim truyền hình Sex And The City (Chuyện Ấy Là Chuyện Nhỏ) của đài HBO từ năm 1998 đến năm 2004. Cô từng giành giải Emmy Primetime năm 2004 cho "Nữ diễn viên phụ xuất sắc trong loạt phim hài". Cô còn tham gia các phim điện ảnh Sex And The City (2008) và Sex And The City 2 (2010). Các bộ phim điện ảnh khác gồm Amadeus (1984), James White (2015), vai Emily Dickinson trong A Quiet Passion (2016)....
Cynthia Nixon xuất hiện lần đầu tại sân khấu Broadway trong vở The Philadelphia Story được làm lại vào năm 1980. Các vở Broadway khác bao gồm The Real Thing (1983), Hurlyburly (1983), Indiscretions (1995), The Women (2001) và Wit (2012). Cô giành giải Tony năm 2006 cho "Nữ diễn viên kịch xuất sắc nhất" trong vở Rabbit Hole, giải Emmy Primetime 2008 cho "Nữ diễn viên xuất sắc nhất" trong bộ phim truyền hình "Law & Order: Special Victims Unit", giải Grammy năm 2009 hạng mục Best Spoken Word Album cho bản thu An Inconvenient Truth, và giải Tony năm 2017 cho "Nữ diễn viên kịch xuất sắc nhất trong" với vở Little Foxes. Các vai diễn truyền hình khác của cô bao gồm chính trị gia Eleanor Roosevelt trong Warm Springs (2005), Michele Davis trong Too Big To Fail (2011), vai Nancy Reagan trong phim Killing Reagan (2016)....
Ngày 19 tháng 3 năm 2018, Cynthia Nixon tuyên bố chiến dịch tranh cử của mình cho chức Thống đốc New York, thách thức đương kim thống đốc Andrew Cuomo trong cuộc đua vị trí ứng viên đảng Dân chủ. Cương lĩnh chiến dịch của cô được mô tả là tập trung vào bất bình đẳng thu nhập, năng lượng tái tạo, thiết lập chăm sóc sức khỏe toàn cầu, ngăn chặn việc giam giữ hàng loạt tại Hoa Kỳ và bảo vệ trẻ em không giấy tờ khỏi bị trục xuất….
Cynthia Nixon cũng là một người ủng hộ tích cực cho cộng đồng LGBT ở Hoa Kỳ, đặc biệt là quyền kết hôn đồng giới. Năm 2002, tại một cuộc biểu tình đòi quyền đồng tính, Nixon gặp người vợ tương lai của mình, Christine Marinoni, 1 nhà hoạt động giáo dục. Cô và Christine bắt đầu hẹn hò vào năm 2004. Năm 2008, Nixon thông báo mình bị bệnh ung thư vú, bạn gái của Nixon luôn ở bên cạnh tận tình săn sóc cô. Năm 2009, Nixon tuyên bố việc đính hôn với Christine tại một cuộc biểu tình cho bình đẳng hôn nhân ở New York. Trước khi công khai yêu và kết hôn đồng giới năm 2012, Nixon từng chung sống với một người bạn trai học cùng trung học. Họ có hai con nhưng đến năm 2003, Nixon chia tay bạn trai. Năm 2013, Nixon nhận giải thưởng "Nghệ sĩ vì bình đẳng" của Đại học Yale. Năm 2018, Nixon được vinh danh với Giải Tầm Nhìn của "Chiến dịch Vận động Nhân quyền"....

## Danh sách phim

### Điện ảnh
| Năm  | Tên                             | Vai                      | Ghi chú |
| ---- | ------------------------------- | ------------------------ | ------- |
| 1980 | Little Darlings                 | Sunshine Walker          |         |
| 1981 | Prince of the City              | Jeannie                  |         |
| 1983 | I Am the Cheese                 | Amy Hertz                |         |
| 1984 | Amadeus                         | Lorl                     |         |
| 1986 | The Manhattan Project           | Jenny Anderman           |         |
| 1987 | O.C. and Stiggs                 | Michelle                 |         |
| 1988 | The Murder of Mary Phagan       | Doreen                   |         |
| 1989 | Let It Ride                     | Evangeline               |         |
| 1993 | The Pelican Brief               | Alice Stark              |         |
| 1993 | Addams Family Values            | Heather                  |         |
| 1993 | Through an Open Window          | Nancy Cooper             |         |
| 1994 | Baby's Day Out                  | Gilbertine               |         |
| 1996 | Marvin's Room                   | Retirement Home Director |         |
| 2000 | Papa's Angels                   | Sharon Jenkins           |         |
| 2001 | Advice From a Caterpillar       | Missy                    |         |
| 2002 | Igby Goes Down                  | Mrs. Piggee              |         |
| 2005 | Little Manhattan                | Leslie Burton            |         |
| 2006 | One Last Thing...               | Carol                    |         |
| 2007 | The Babysitters                 | Gail Beltran             |         |
| 2008 | Sex and the City: The Movie     | Miranda Hobbes           |         |
| 2009 | Lymelife                        | Melissa Bragg            |         |
| 2009 | An Englishman in New York       | Penny Arcade             |         |
| 2010 | Sex and the City 2              | Miranda Hobbes           |         |
| 2011 | Rampart                         | Barbara                  |         |
| 2014 | 5 Flights Up                    | Niece                    |         |
| 2015 | Stockholm, Pennsylvania         | Marcy Dargon             |         |
| 2015 | James White                     | Gail White               |         |
| 2015 | The Adderall Diaries            | Jen Davis                |         |
| 2016 | A Quiet Passion                 | Emily Dickinson          |         |
| 2017 | The Only Living Boy in New York | Judith Webb              |         |

### Truyền hình
| Năm       | Tựa đề                            | Vai diễn                       | Notes                               |
| --------- | --------------------------------- | ------------------------------ | ----------------------------------- |
| 1974      | Emergency!                        | Adam West's Party Guest        | "The Bash"                          |
| 1982      | My Body, My Child                 | Nancy                          | Phim truyện truyền hình             |
| 1988      | Tanner '88                        | Alex Tanner                    | 10 tập                              |
| 1989      | Gideon Oliver                     | Allison Parrish Slocum         | Tập: "Sleep Well, Professor Oliver" |
| 1989      | The Equalizer                     | Jackie                         | Tập: "Silent Fury"                  |
| 1990      | The Young Riders                  | Annie                          | 2 tập                               |
| 1990      | Law & Order                       | Laura di Biasi                 | Tập: "Subterranean Homeboy Blues"   |
| 1990      | A Green Journey                   | Janet                          | Phim truyện truyền hình             |
| 1991      | Love, Lies and Murder             | Donna                          | Miniseries                          |
| 1993      | Murder, She Wrote                 | Alice Morgan                   | Tập: "Threshold of Fear"            |
| 1996      | Early Edition                     | Sheila                         | Tập: "Baby"                         |
| 1998–2004 | Sex and the City                  | Miranda Hobbes                 | 94 tập                              |
| 1999      | "The Outer Limits"                | Trudy                          | Tập: "Alien Radio"                  |
| 1999      | Touched by an Angel               | Melina Richardson/Sister Sarah | Tập: "Into the Fire"                |
| 2004      | Tanner on Tanner                  | Alex Tanner                    | 4 tập                               |
| 2005      | ER                                | Ellie                          | Tập: "Alone in a Crowd"             |
| 2005      | Warm Springs                      | Eleanor Roosevelt              | Phim truyện truyền hình             |
| 2005      | House                             | Anica Jovanovich               | Tập: "Deception"                    |
| 2007      | Law & Order: Special Victims Unit | Janis                          | Tập: "Alternate"                    |
| 2010–2011 | The Big C                         | Rebecca                        | 10 tập                              |
| 2011      | Too Big to Fail                   | Michele Davis                  | Phim truyện truyền hình             |
| 2011      | Law & Order: Criminal Intent      | Amanda Rollins                 | Tập: "Icarus"                       |
| 2012      | World Without End                 | Petronilla                     | 7 tập                               |
| 2012      | 30 Rock                           | Bản thân                       | Tập: "Kidnapped by Danger"          |
| 2013–2014 | Alpha House                       | Senator Carly Armiston         | 6 tập                               |
| 2014      | Hannibal                          | Kade Prurnell                  | 4 tập                               |
| 2015      | The Affair                        | Marilyn                        | Tập: "210"                          |
| 2016      | Broad City                        | Barb                           | Tập: "2016"                         |
| 2016      | Killing Reagan                    | Nancy Reagan                   | Phim truyện truyền hình             |